# Lysimachia leschenaultii
Lysimachia leschenaultii är en viveväxtart som beskrevs av Jean Étienne Duby. Lysimachia leschenaultii ingår i släktet lysingar, och familjen viveväxter. Inga underarter finns listade i Catalogue of Life.